# محمد العيد قويدري
 محمد العيد قويدري (1927-2006) سياسي جزائري

## نشأته
ولد المجاهد محمد العيد قويدري سنة 1927 بدائرة تماسين التابعة حاليًا لولاية ورقلة الجزائرية، ونشأ في أسرة محافظة تمتهن الفلاحة كأغلب سكان المنطقة في ذلك الوقت، حفظ القرآن الكريم مبكرا ثم انتقل للدراسة بجامع الزيتونة عام 1949،وهناك دخل النضال السياسي بالانضمام إلى الأحزاب السياسية التي كانت تنشط فروعها بين الطلبة، فكان له دور في جمع الاشتراكات والمشاركة في مظاهرات ماي 1956 بتونس مما أدى به إلى السجن على يد قوات الاستعمار، كما كان عضوا نشطا في اتحاد الطلبة الجزائريين.

## التحاقه بالثورة
التحق بالثورة ولم يبق بينه وبين إجراء امتحان الباكالوريا سوى 25 يوما مضحيا بالدراسة في سبيل الكفاح، كان ذاك سنة 1958 حيث انتقل إلى مدينة الكاف التونسية للتدرب على مختلف الأسلحة تحت القصف المتواصل من قوات العدو، ثم إلى مدرسة أخرى خاصة بالتدرب على المتفجرات ليتخرج برتبة قائد فصيلة لقطعتين من السلاح الثقيل، ومنها ‘إلى الناحية العسكرية الشرقية وفي هذه الفترة صار المدفع لا يغيب عن ساحات القتال بين المجاهدين والأعداء على الحدود التونسية الجزائرية مكان نشاط المجاهد قويدري ورفقائه، حيث شارك في معارك عدة إحداها بساقية سيدي يوسف الحدودية.

## بعد الاستقلال
سنة 1962 دخل الجزائر مع رفاقه والتحقوا ببسكرة وقامت الولاية السادسة بتدريب فيالق للذهاب إلى العاصمة وكان فيلقه الذي كان نائبا لقائده أول فيلق يدخل العاصمة وفي منطقة قصر الشلالة نشب بينهم وقوات العدو قتال عنيف ثم واصلوا الطريق نحو البليدة وكانت سعادة الشعب الجزائري برؤية جيش التحرير الوطني لا توصف، إلى أن وصلوا العاصمة.
شغل منصب نائب المحافظة السياسية بالبليدة حتى 1964، ذهب إلى القاهرة للتكوين كإطار عسكري حتى عام 1969وعاد إلى البلاد ليدخل الكلية العسكرية واشتغل بولايات عديدة بالوطن كإطار في الجيش إلى غاية 1970 حيث تقاعد.
تفرغ بعدها للعمل السياسي حيث انتخب عضوا بالبرلمان سنة 1977. وعمل مع منظمات وطنية عديدة كمتطوع بعد أن استقر من جديد بمسقط رأسه تماسين.
وبعد حياة حافلة بالكفاح والنضال وخدمة الوطن أيام الاستعمار والاستقلال توفي المجاهد محمد العيد قويدري بمستشفى سليمان عميرات بتقرت يوم 23 أفريل 2006 عن عمر يناهز 78 عاما.